# Ciżmówka mchowa

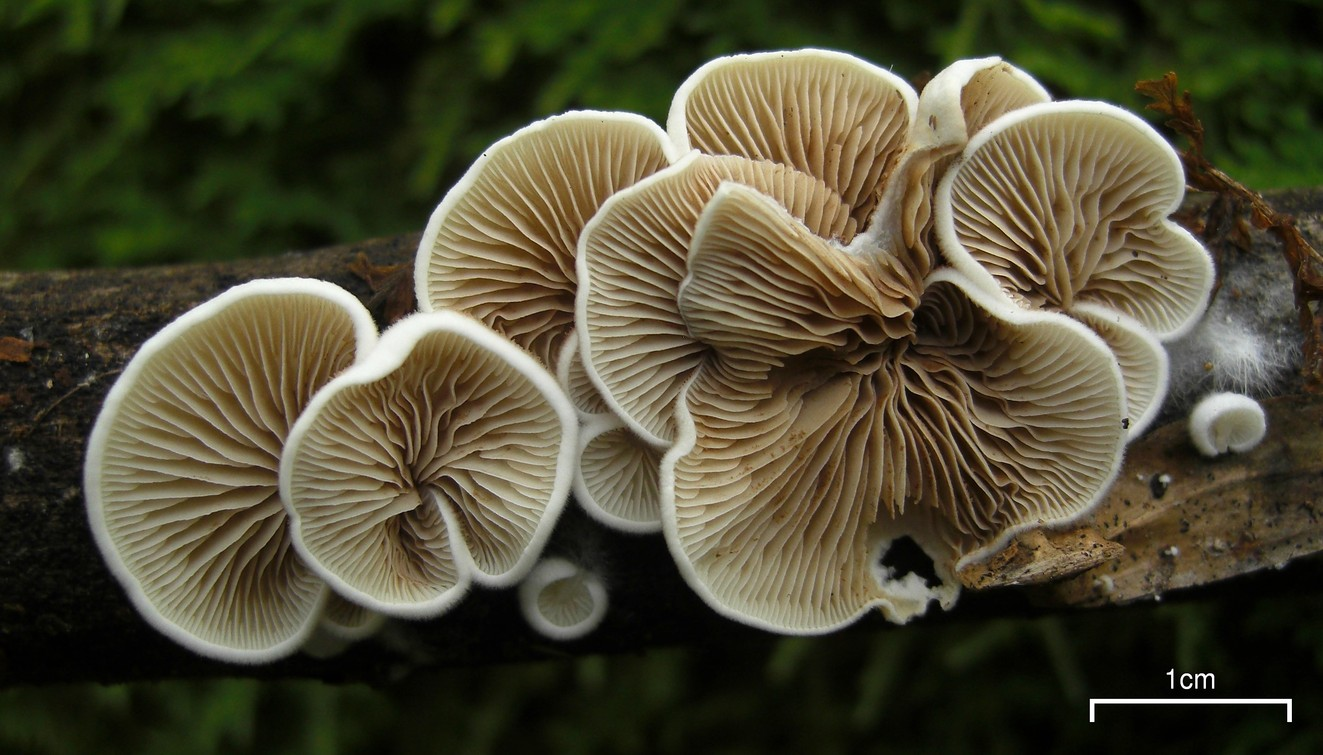

Ciżmówka mchowa (Crepidotus epibryus (Fr.) Quél) – gatunek grzybów należący do rodziny ciżmówkowatych (Crepidotaceae).

## Systematyka i nazewnictwo
Pozycja w klasyfikacji: Crepidotus, Crepidotaceae, Agaricales, Agaricomycetidae, Agaricomycetes, Agaricomycotina, Basidiomycota, Fungi (według Index Fungorum).
Po raz pierwszy zdiagnozował go Elias Fries w 1821 r. nadając mu nazwę Agaricus epibryus. Obecną, uznaną przez Index Fungorum nazwę nadał mu Lucien Quélet w 1888 r.
Ma około 20 synonimów. Niektóre z nich:
- Crepidotus hypnophilus (Pers.) Nordstein 1990
- Pleurotellus epibryus (Fr.) Zmitr. 2004
- Pleurotellus herbarum Singer 1947[2].

Nazwę polską zaproponował Władysław Wojewoda w 2003 r.

## Morfologia
Owocnik
Jednoroczny o średnicy 4–15 mm, wypukły, wachlarzowaty lub nerkowaty, nieco spłaszczony z wyraźnym, płonym obrzeżem (blaszki nie dochodzą do samego brzegu). Górna powierzchnia biaława lub jasnokremowa, delikatnie filcowata. Do podłoża przyrasta bokiem lub górną powierzchnią. Trzonu zazwyczaj brak. Blaszki gęste, rozchodzące się promieniście od punktu przyczepu, początkowo białawe, potem różowo-brązowe.
Cechy mikroskopowe
Wysyp zarodników bladobrązowy. Zarodniki elipsoidalne, gładkie 7–9 × 3–3,5 μm.
Gatunki podobne
Podobna jest ciżmówka zmienna (Crepidotus variabilis), ale ma gładszą powierzchnię, nie ma płonego obrzeża i jest większa.

## Występowanie i siedlisko
Ciżmówka mchowa występuje w Ameryce Północnej, Południowej i w Europie. W piśmiennictwie naukowym na terenie Polski do 2003 r. podano tylko 2 stanowiska. Nowe, liczne stanowiska podaje internetowy atlas grzybów. Znajduje się w nim na liście gatunków chronionych lub zagrożonych.
Grzyb saprotroficzny. Rozwija się na martwych liściach i gnijącym drewnie, zwłaszcza na łodygach martwej trawy i paproci. Owocniki pojawiają się późnym latem i jesienią.